# Umständlich verliebt
Umständlich verliebt (Originaltitel: The Switch) ist eine US-amerikanische Filmkomödie von Josh Gordon und Will Speck aus dem Jahr 2010. Sie beruht auf der Kurzgeschichte Baster von Jeffrey Eugenides.

## Handlung
Die beruflich erfolgreiche Kassie, 40 und Single, entscheidet sich, schwanger zu werden. Diesen Plan offenbart sie ihrem besten Freund Wally, einem neurotischen, pessimistischen Hypochonder. Wally zeigt sich wenig begeistert, zumal Kassie ihn als Samenspender ablehnt, da sie keine neurotischen Kinder haben will. Sie möchte sich jedoch auch nicht an eine Samenbank wenden, will sie doch den Samenspender persönlich auswählen und kennenlernen. Es kommt zu Verstimmungen zwischen Wally und Kassie, und beide beschließen, eine Freundschaftsauszeit zu nehmen.
Wenig später findet Wally Kassies Einladung zu einer „Besamungsparty“ – Kassie hat einen geeigneten Samenspender gefunden. Es handelt sich um den verheirateten Universitätsdozenten Roland. Als leidenschaftlicher Sportler und blonder Optimist ist er das genaue Gegenteil von Wally. Geplant ist, dass Kassie durch Rolands Samen direkt auf der Feier per Kanüle geschwängert wird. Der von Roland und der gesamten Veranstaltung genervte Wally betrinkt sich und wirft dazu noch eine Psychodroge ein, die ihm Kassies Freundin Debbie wegen seiner miesen Laune zusteckt. Inzwischen völlig zugedröhnt, spült er im Badezimmer versehentlich Rolands Samen im Waschbecken runter und ersetzt ihn mit seinem. Am nächsten Tag wacht er verkatert auf und kann sich an nichts mehr erinnern. Wenig später teilt ihm Kassie mit, tatsächlich schwanger zu sein. Sie zieht aus New York weg, um ihr Kind im Kreise der Familie bei ihren Eltern aufzuziehen.
Sieben Jahre später ist der Kontakt zwischen Wally und Kassie fast abgebrochen. Sie hat einen Sohn bekommen, Sebastian, der inzwischen fast sechs Jahre alt ist. Kassie nimmt nun wieder einen Job in New York an und zieht zurück in die Großstadt. Zwar will sie auch Wally wiedersehen, vor allem jedoch möchte sie den Kontakt zu Roland aufbauen, dem vermeintlichen Vater des Kindes, der inzwischen von seiner Frau geschieden ist.
Wally trifft zum ersten Mal auf Sebastian, einen neurotischen und verschlossenen, aber intelligenten Jungen, der Bilderrahmen sammelt und sich aus den vorgefertigten Fotos der Rahmen eine eigene Großfamilie zusammenstellt. Wally baut ein Verhältnis zu ihm auf und bemerkt bald, dass der Junge ihm im Wesen gleicht. Erst das Gespräch mit seinem besten Freund Leonard, den Wally vor sieben Jahren betrunken nach Kassies Party aufgesucht hatte, bringt für ihn die Erkenntnis, dass Sebastian sein Sohn ist. Er will Kassie die Wahrheit sagen, doch die intensiviert gerade eine Beziehung zu Roland, den Sebastian nicht leiden kann. Erst als Roland Kassie einen Heiratsantrag machen will, beichtet Wally ihr seine Vaterschaft und gesteht ihr seine Liebe. Sie ohrfeigt ihn und verbietet ihm jeglichen Kontakt zu ihr und Sebastian.
Einige Zeit später wartet sie vor seinem Büro: Sie hat Roland verlassen, weil er nicht wie Wally war. Sie erlaubt Wally den Kontakt zu Sebastian und nimmt schließlich seinen Heiratsantrag mit einem „vermutlich“ an. Später feiert Sebastian seinen achten Geburtstag. Wally und Kassie haben geheiratet und Sebastian nutzt nun die Bilderrahmen, um sie mit Fotos seiner eigenen Familie zu füllen.

## Soundtracks
1. Opening Titles – Alex Wurman
2. Instant Replay – Dan Hartman
3. Freakshow On The Dance Floor – The Bar-Kays
4. I Can't Wait (Edited Version) – Nu Shooz
5. The Bomb (These Sounds Fall Into My Mind) (Pop Radio Mix) – Sunrider
6. Here Comes The Sun – Fat Larry's Band
7. Pushin' On Feat. Alice Russell – The Quantic Soul Orchestra
8. Little L – Jamiroquai
9. Lice – Alex Wurman
10. Open Your Heart – Lavender Diamond
11. Sea Green, See Blue – Jaymay
12. Bluebird Of Happiness (Ulrich Schnauss Remix) – Mojave 3
13. All The Beautiful Things – Eels
14. Numbered Days – Eels
15. Lovers' Carvings – Bibio

## Produktion
Der Film wurde von März bis Oktober 2009 unter anderem in New York City gedreht. Die Kosten des Films betrugen rund 19 Millionen US-Dollar, er spielte weltweit knapp 50 Millionen US-Dollar ein.
In den USA lief Umständlich verliebt am 20. August 2010 an. In Deutschland kam er am 11. November 2010 in die Kinos.

## Kritik
In den englischsprachigen Medien erzeugte der Film ein polarisiertes Echo. Basierend auf der Auswertung von 156 Kritiken weist Rotten Tomatoes eine Positivquote von 53 Prozent aus.
Cinema bezeichnete Umständlich verliebt als „durchaus liebenswerte Komödie über die Irrungen und Wirrungen des Kinderkriegens. Das Regieduo Will Speck und Josh Gordon verbindet Wortwitz, Slapstick und ernsthafte Gefühle zu einer unbeschwerten, wenn auch nicht übermäßig originellen Romanze. […] Fazit: Solide Jennifer-Aniston-Komödie mit ernsten Zwischentönen.“